# Heilig-Geist-Kirche (Werder)

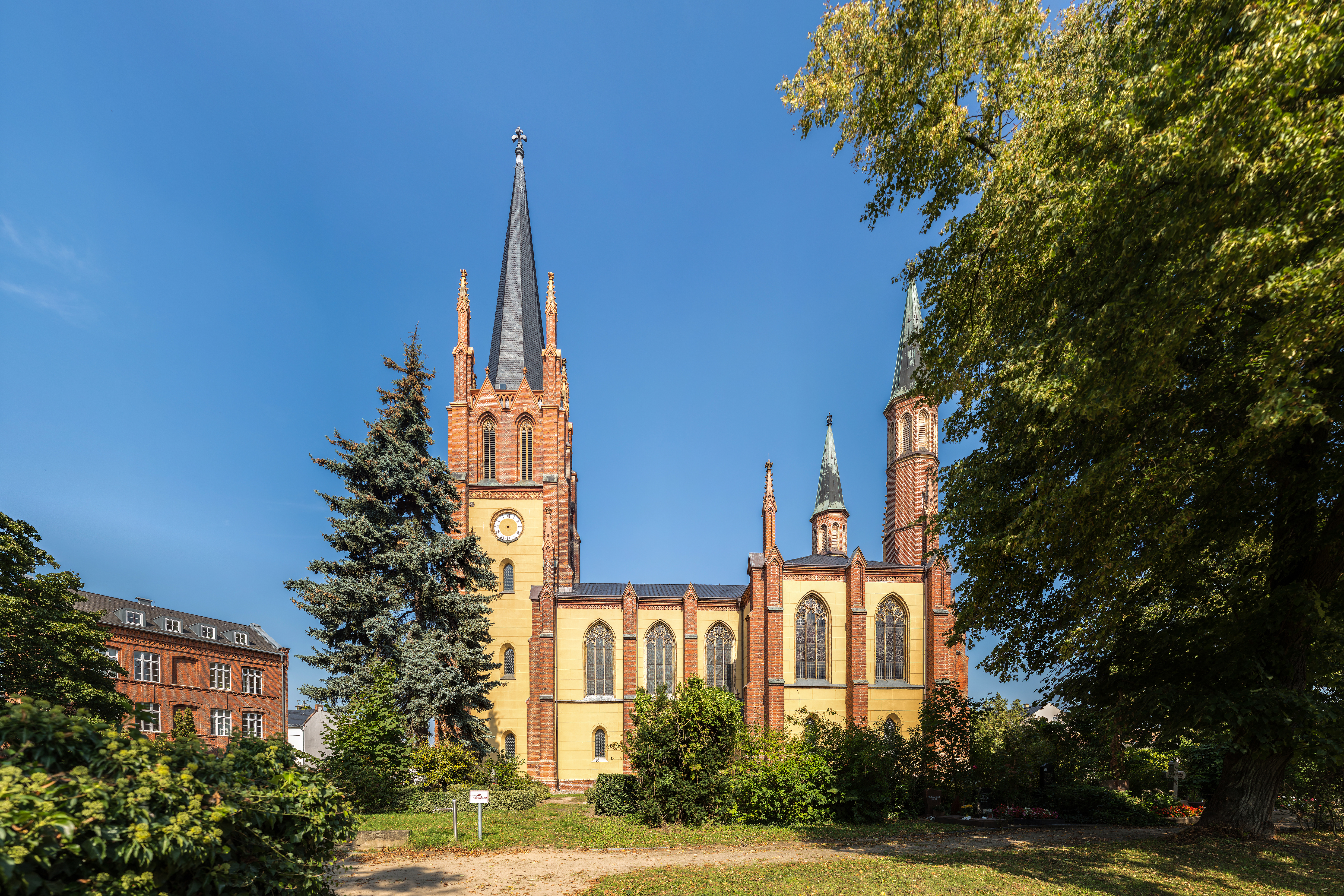
Die Heilig-Geist-Kirche in Werder

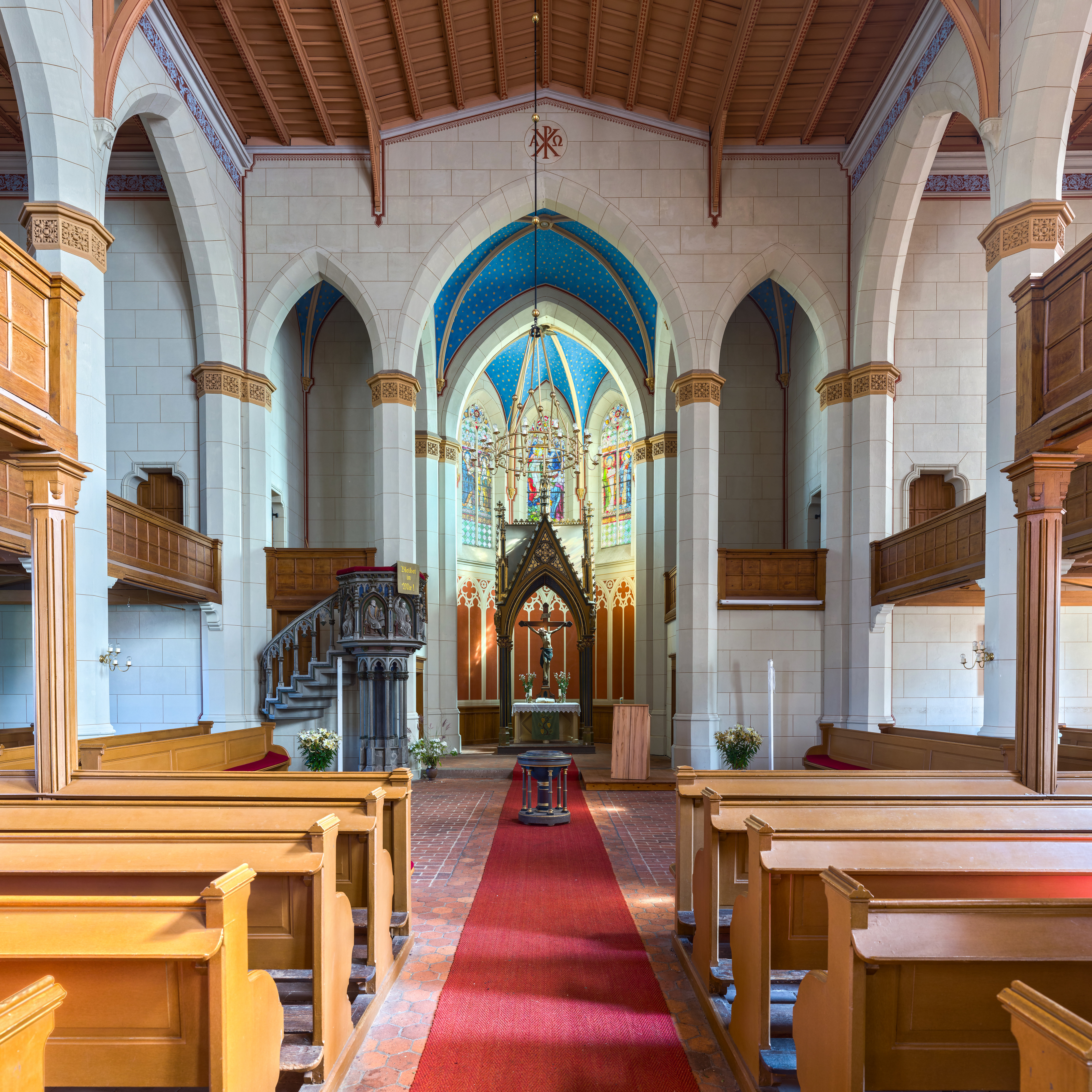
Innenansicht der Kirche

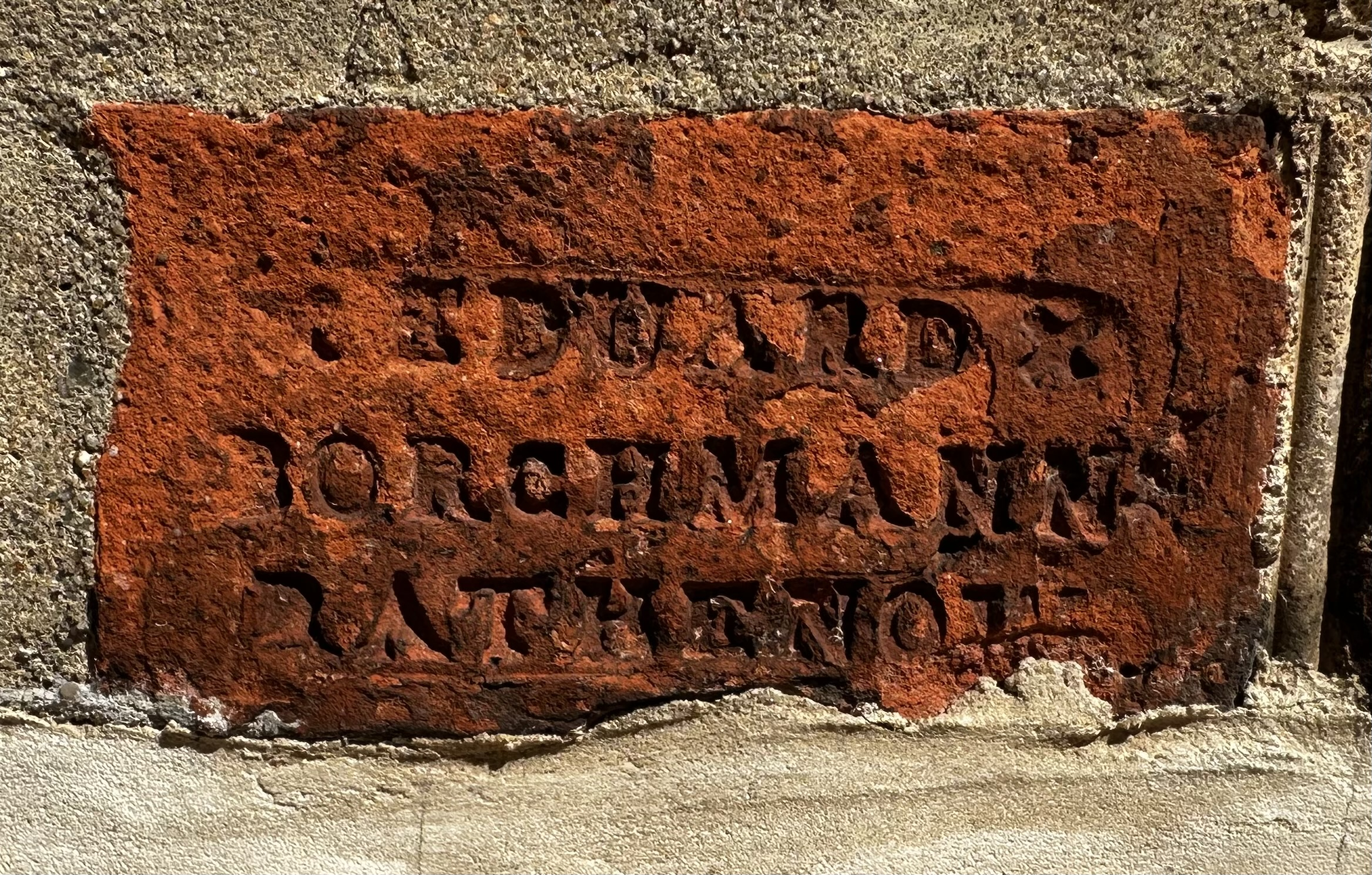
Rathenower Klinker mit der Inschrift „Eduard Borchmann Rathenow“

Die evangelische Heilig-Geist-Kirche ist ein neugotisches Gebäude in Werder, einer Stadt im Landkreis Potsdam-Mittelmark (Brandenburg). Die Kirche gilt als Wahrzeichen der Insel und ist weithin sichtbar, Theodor Fontane nannte sie aus der Ferne betrachtet, eine Kleinstadtkathedrale.

## Geschichte und Architektur
An gleicher Stelle auf dem Kirchberg standen zwei Vorgängerkirchen, die erste errichteten die Zisterzienser des Klosters Lehnin um 1250. Wegen Baufälligkeit wurde sie 1736 abgebrochen und durch eine Kirche mit einem gedrungenen Fachwerkturm ersetzt. König Friedrich Wilhelm IV. regte dann einen Neubau an, mit dessen Bau 1856 nach Plänen des Architekten und preußischen Baumeisters August Stüler begonnen wurde. Als Baumaterial dienten hauptsächlich Rathenower Klinker, allerdings wurden auch Feldsteine, die beim Abbruch der Vorgängerkirche übrig blieben, wiederverwendet. Die Kirche im neugotischen Stil konnte am 18. April 1858 eingeweiht werden. Durch die Anordnung von Langhaus und Querschiff hat das Gebäude einen kreuzförmigen Grundriss.
Die Farbglasfenster wurden 1911 eingebaut, sie zeigen die Himmelfahrt Christi und die vier Evangelisten. Die Fenster im Schiff und über den seitlichen Emporen wurden im Zweiten Weltkrieg zerstört, neue Fenster wurden 1950 nach Entwürfen von Katharina Peschel angefertigt. Sie zeigen die Geburt und den Tod Christi sowie die Taufe und die Auferstehung. Bei Renovierungen nach 1980 wurden der Quaderputz der Außenwände erneuert sowie einige verloren gegangene Formsteine in Handarbeit nachgearbeitet. Das Dach wurde in Schiefer neu eingedeckt, die Fenster im unteren Bereich wurden mit einer Doppelverglasung versehen. Die Wasserabweiser am Dach und die Mauerabdeckungen wurden aus Kupfer gefertigt.
Im Gewölbe der Apsis ist über dem Ziborium eine Taube zu sehen, sie ist das altkirchliche Symbol des Heiligen Geistes. Der Innenraum wurde von 1989 bis 1994 umfangreich nach alten Fotos restauriert, die Farbfassungen wurden den ursprünglichen angepasst, die Schablonenbemalung der Holzdecke wurde umfangreich wiederhergestellt. Die Quaderbemalung auf den verputzten Wänden wurde gemäß den Entwürfen Stülers erneuert. Das Gestühl und die Emporen bekamen einen neuen Anstrich, neue Lampen und Kronleuchter wurden nach alten Abbildungen angefertigt.

## Kirchturm
Der Turm hat eine Höhe von etwa 50 Metern. Da bei einer Untersuchung im Jahr 1995 festgestellt wurde, dass alle Holzteile stark von Fäulnis und Schädlingen befallen waren, mussten umfangreiche Arbeiten zur Erhaltung eingeleitet werden. Die Oberkante des Turmes wurde durch einen Ringanker gesichert und die Holzkonstruktion erneuert oder repariert. Die Fialen wurden neu aufgemauert, fehlende Terrakottateile in der Ziegelei in Glindow neu gebrannt. Das in der Nachkriegszeit provisorisch angefertigte Kreuz des Turmes wurde durch eine Kreuzblume ersetzt, die sowohl Dokumente aus dem alten Kreuz als auch aus dem Jahr 1996 enthält.

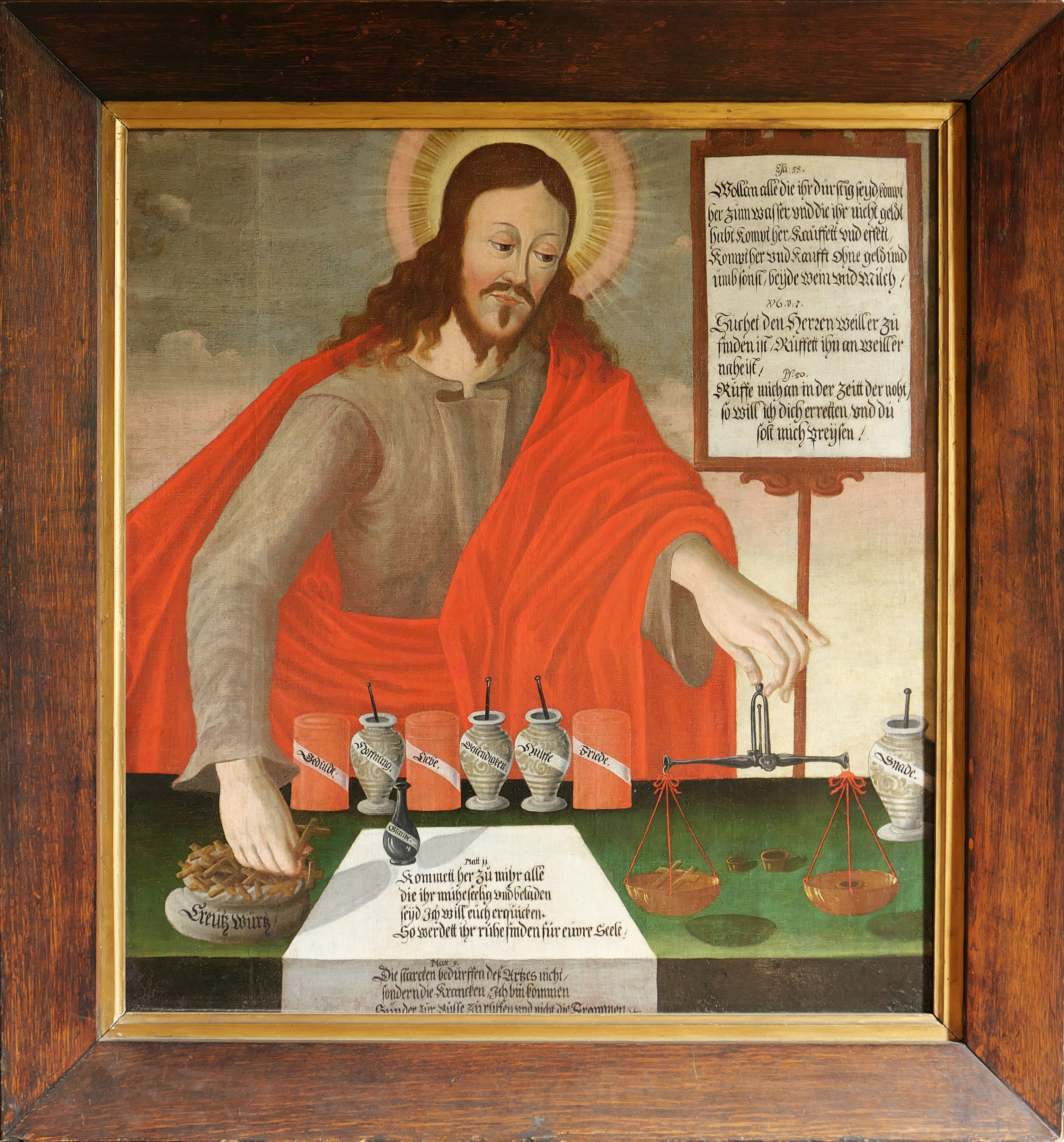
Das Ölgemälde „Christus als Apotheker“ im rechten Querschiff

## Ausstattung
- Das Gemälde Christus als Apotheker wurde wohl am Ende des 17. Jahrhunderts gemalt, es wurde durch Theodor Fontane in seinen Wanderungen durch die Mark Brandenburg bekannt gemacht, der es so beschreibt: „Christus […] steht an einem Dispensir-Tisch, eine Apotheker Wage in der Hand. Vor ihm, wohlgeordnet, stehen acht Büchsen, die auf ihren Schildern folgende Inschriften tragen: Gnade, Hilfe, Liebe, Geduld, Friede, Beständigkeit, Hoffnung, Glauben.“[5] Die Waage ist das Symbol für das Gericht, es werden die Sünden der Menschen abgewogen. 1993 restaurierten die Werkstätten der Stiftung Preußische Schlösser und Gärten das Gemälde.
- Der Altartisch ist aus Stuck gefertigt. Der Korpus des Kreuzes wurde in Süddeutschland geschnitzt. Das Ziborium darüber ist reich mit neugotischem Dekor geschmückt. Die Figuren der Apostel Petrus, Paulus, Phillippus und Jacobus stehen an den vier Säulen.
- Die Kanzel aus Kunststein fertigte der Bildhauer Friedrich Wilhelm Dankberg aus Berlin. Der Kanzelkorb zeigt die Kirchenlehrer Luther, Calvin, Augustin, Orgines und Melanchton.
- Die Taufe aus Holz beinhaltet eine Taufschale aus Tombak, die aus dem Jahr 1718 stammt.
- Die Orgel baute Carl Ludwig Gesell aus Potsdam 1858 ein, von den ursprünglichen Registern sind noch Teile erhalten. Die Orgelbaufirma Schuke baute das Instrument 1906 und 1934 um, es hat zwei Manuale und ein Pedal, 20 Register und eine pneumatische Traktur. Eine weitere Renovierung fand 1985 statt, die romantische Klanggebung blieb dabei erhalten.[3]

## Glocken

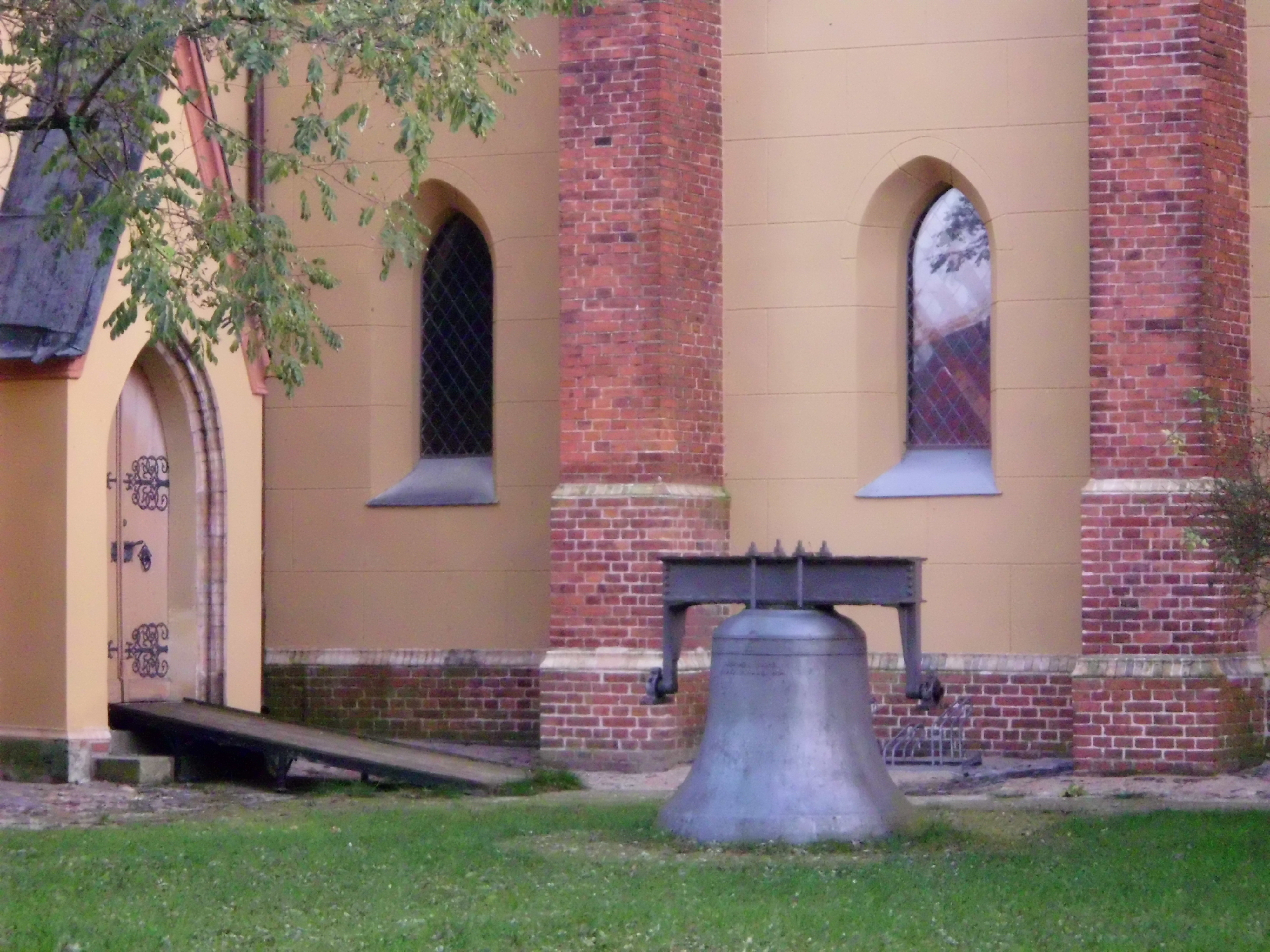
Glocke im Außenbereich

Zwei Bronzeglocken wurden im Zweiten Weltkrieg beschlagnahmt, sie wurden 1954 durch zwei Stahlglocken ersetzt, die heute auf dem Kirchplatz ausgestellt sind. Da sie ein sehr hohes Gewicht hatten, trugen sie maßgeblich zu den Beschädigungen des Turmes bei, während der Reparaturarbeiten musste der Glockenstuhl erneuert werden. In Lauchhammer wurde im Dezember 1996 eine große Glocke neu gegossen.